# Giải vô địch bóng đá trẻ châu Á 1976
Giải vô địch bóng đá trẻ châu Á 1976 diễn ra tại Băng Cốc, Thái Lan.

## Các đội tham dự
Các đội sau đây tham dự giải đấu:
| - Miến Điện - Trung Quốc - Hồng Kông - Ấn Độ - Indonesia | - Iran - Iraq - Nhật Bản - Kuwait - Malaysia | - CHDCND Triều Tiên - Singapore - Hàn Quốc - Sri Lanka - Thái Lan (chủ nhà) |

Brunei rút lui.

## Vòng bảng

### Bảng A
| Đội      | ST | T | H | B | BT | BB | HS | Đ |
| -------- | -- | - | - | - | -- | -- | -- | - |
| Iran     | 3  | 3 | 0 | 0 | 5  | 0  | +5 | 6 |
| Hàn Quốc | 3  | 1 | 1 | 1 | 5  | 2  | +3 | 3 |
| Ấn Độ    | 3  | 1 | 1 | 1 | 4  | 3  | +1 | 3 |
| Malaysia | 3  | 0 | 0 | 3 | 0  | 9  | –9 | 0 |

| 21 tháng 4 | Hàn Quốc | 4–0 | Malaysia |
| 23 tháng 4 | Iran     | 2–0 | Ấn Độ    |
| 25 tháng 4 | Iran     | 2–0 | Malaysia |
| 26 tháng 4 | Ấn Độ    | 1–1 | Hàn Quốc |
| 29 tháng 4 | Ấn Độ    | 3–0 | Malaysia |
|            | Iran     | 1–0 | Hàn Quốc |

### Bảng B
| Đội        | ST | T | H | B | BT | BB | HS | Đ |
| ---------- | -- | - | - | - | -- | -- | -- | - |
| Indonesia  | 3  | 1 | 2 | 0 | 5  | 2  | +3 | 4 |
| Trung Quốc | 3  | 1 | 2 | 0 | 7  | 5  | +2 | 4 |
| Kuwait     | 3  | 0 | 3 | 0 | 6  | 6  | 0  | 3 |
| Singapore  | 3  | 0 | 1 | 2 | 3  | 8  | –5 | 1 |

| 22 tháng 4 | Trung Quốc | 1–1 | Indonesia |
|            | Kuwait     | 2–2 | Singapore |
| 24 tháng 4 | Trung Quốc | 3–1 | Singapore |
| 25 tháng 4 | Indonesia  | 1–1 | Kuwait    |
| 27 tháng 4 | Indonesia  | 3–0 | Singapore |
|            | Trung Quốc | 3–3 | Kuwait    |

### Bảng C
| Đội               | ST | T | H | B | BT | BB | HS | Đ |
| ----------------- | -- | - | - | - | -- | -- | -- | - |
| CHDCND Triều Tiên | 2  | 0 | 2 | 0 | 2  | 2  | 0  | 2 |
| Nhật Bản          | 2  | 0 | 2 | 0 | 1  | 1  | 0  | 2 |
| Thái Lan          | 2  | 0 | 2 | 0 | 1  | 1  | 0  | 2 |

| 20 tháng 4 | Nhật Bản          | 0–0 | Thái Lan          |
| 23 tháng 4 | Nhật Bản          | 1–1 | CHDCND Triều Tiên |
| 26 tháng 4 | CHDCND Triều Tiên | 1–1 | Thái Lan          |

#### Đá lại
| Đội               | ST | T | H | B | BT | BB | HS | Đ |
| ----------------- | -- | - | - | - | -- | -- | -- | - |
| Thái Lan          | 2  | 1 | 0 | 1 | 3  | 2  | +1 | 2 |
| CHDCND Triều Tiên | 2  | 1 | 0 | 1 | 2  | 1  | +1 | 2 |
| Nhật Bản          | 2  | 1 | 0 | 1 | 1  | 3  | –2 | 2 |

| 28 tháng 4 | CHDCND Triều Tiên | 0–1 | Nhật Bản |
| 30 tháng 4 | Thái Lan          | 3–0 | Nhật Bản |
| 2 tháng 5  | CHDCND Triều Tiên | 2–0 | Thái Lan |

### Bảng D
| Đội       | ST | T | H | B | BT | BB | HS  | Đ |
| --------- | -- | - | - | - | -- | -- | --- | - |
| Iraq      | 3  | 3 | 0 | 0 | 12 | 0  | +12 | 6 |
| Miến Điện | 3  | 2 | 0 | 1 | 11 | 3  | +8  | 4 |
| Hồng Kông | 3  | 1 | 0 | 2 | 2  | 11 | –9  | 2 |
| Sri Lanka | 3  | 0 | 0 | 3 | 2  | 13 | –11 | 0 |

| 21 tháng 4 | Iraq      | 5–0 | Sri Lanka |
|            | Miến Điện | 5–0 | Hồng Kông |
| 24 tháng 4 | Miến Điện | 6–1 | Sri Lanka |
|            | Hồng Kông | 0–5 | Iraq      |
| 27 tháng 4 | Hồng Kông | 2–1 | Sri Lanka |
| 28 tháng 4 | Miến Điện | 0–2 | Iraq      |

## Tứ kết
| Iran | 3 – 0 | Trung Quốc |
| ---- | ----- | ---------- |
|      |       |            |

| Hàn Quốc | 1 – 0 | Indonesia |
| -------- | ----- | --------- |
|          |       |           |

| Thái Lan | 1 – 0 | Miến Điện |
| -------- | ----- | --------- |
|          |       |           |

| CHDCND Triều Tiên | 1 – 1 | Iraq |
| ----------------- | ----- | ---- |
|                   |       |      |
| Loạt sút luân lưu |       |      |
|                   | 4 – 2 |      |

## Bán kết
| Iran | 3 – 2 | Thái Lan |
| ---- | ----- | -------- |
|      |       |          |

| CHDCND Triều Tiên | 1 – 0 | Hàn Quốc |
| ----------------- | ----- | -------- |
|                   |       |          |

## Tranh hạng ba
| Hàn Quốc | 2 – 1 | Thái Lan |
| -------- | ----- | -------- |
|          |       |          |

## Chung kết
| Iran | 0 – 0 Chia sẻ danh hiệu | CHDCND Triều Tiên |
| ---- | ----------------------- | ----------------- |
|      |                         |                   |

| Giải vô địch bóng đá trẻ châu Á 1976 |
| ------------------------------------ |
| · Iran · Lần thứ tư                  |

| Giải vô địch bóng đá trẻ châu Á 1976 |
| ------------------------------------ |
| · CHDCND Triều Tiên · Lần đầu tiên   |